# Pseuderianthus fastigiatus
Pseuderianthus fastigiatus är en insektsart som beskrevs av Marius Descamps 1975. Pseuderianthus fastigiatus ingår i släktet Pseuderianthus och familjen Chorotypidae. Inga underarter finns listade i Catalogue of Life.